# 王府站镇
王府站镇，是中华人民共和国吉林省松原市前郭尔罗斯蒙古族自治县下辖的一个乡镇级行政单位。

## 行政区划
王府站镇下辖以下地区：
吉日嘎郎社区、阿木古郎社区、王府站村、三岔沟村、阿拉嘎村、哈玛尔村、二部落村、外五家村、红房子村、腰大洼村、大榆树村、万宝村、三棵树村、青龙山村、小榆树村、新立屯村和二龙山村。